# Герб комуни Ескільстуна
Герб комуни Ескільстуна (швед. Eskilstuna kommunvapen) — символ шведської адміністративно-територіальної одиниці місцевого самоврядування комуни Ескільстуна.

## Історія
Король Карл X Густав надав Ескільстуні міські права 1659 року і заснував на західному березі річки Ескільстунаон Карл-Густавс-Стад, на печатках якого був сюжет з ковадлом і рукою з молотом. Герб міста Ескільстуна отримав королівське затвердження 1937 року. 
Після адміністративно-територіальної реформи, проведеної в Швеції на початку 1970-х років, муніципальні герби стали використовуватися лишень комунами. Тому тепер цей герб представляє комуну Ескільстуна, а не місто. Герб комуни зареєстровано 1974 року. 

## Опис (блазон)
У срібному полі на хвилястій синій основі стоїть праворуч чорне ковадло з червоною базою, з синьої хмари у верхньому лівому куті виходить червона рука з чорним молотком.  

## Зміст
Хвиляста основа символізує річку Ескільстунаон. Рука з молотом і ковадло характеризують промисловий характер міста, спершу пов’язаний з кузнями, а пізніше —  з металургією та машинобудуванням. 